# Prästgårdsbacken, Kyrkslätt
Prästgårdsbacken (finska: Pappilanmäki) är en kommundel i Kyrkslätt i det finländska landskapet Nyland. Kommundelen har fått sitt namn från Kyrkslätts prästgård. Området ligger norr om Kyrkslätts centrum på en liten kulle. Kyrkslätts församlingshem, ungdomslokaler och ett daghem ligger i Prästgårdsbacken. Prästgårdsbacken består huvudsakligen av egnahemshus och radhus men det finns även några låga hus.
Prästgårdsbacken ligger några hundra meter från Gesterby skola och Kyrkslätts simhall. Via Prästgårdsstigen kan man lätt gå till toget.